# ツマジロウラジャノメ
ツマジロウラジャノメ（褄白裏蛇目、学名：Lasiommata deidamia (Eversmann, 1851)）は、チョウ目タテハチョウ科ジャノメチョウ亜科ツマジロウラジャノメ属に分類される中型のチョウの一種。

## 形態
成虫の開長は50-55 mm。翅形は雌でやや幅広く、腹部で雄は細長く、雌で太く短い。翅表面は黒褐色。前翅表面の頂付近に目玉模様（眼状紋）が目立つものが1個ある。その近くに白色の斑紋があり、雌は2列の白帯が目立ち、雄は不明瞭。四国産は、前翅の眼状紋内側の白斑が三角形のくさび形となる特徴がある。北海道産のものは斑紋は黄白色。後翅表面の亜外縁に目玉模様がめだつものが2個ある。裏翅には亜外縁全体に目玉模様が並び、その内側の白帯が一定の幅で見られる。

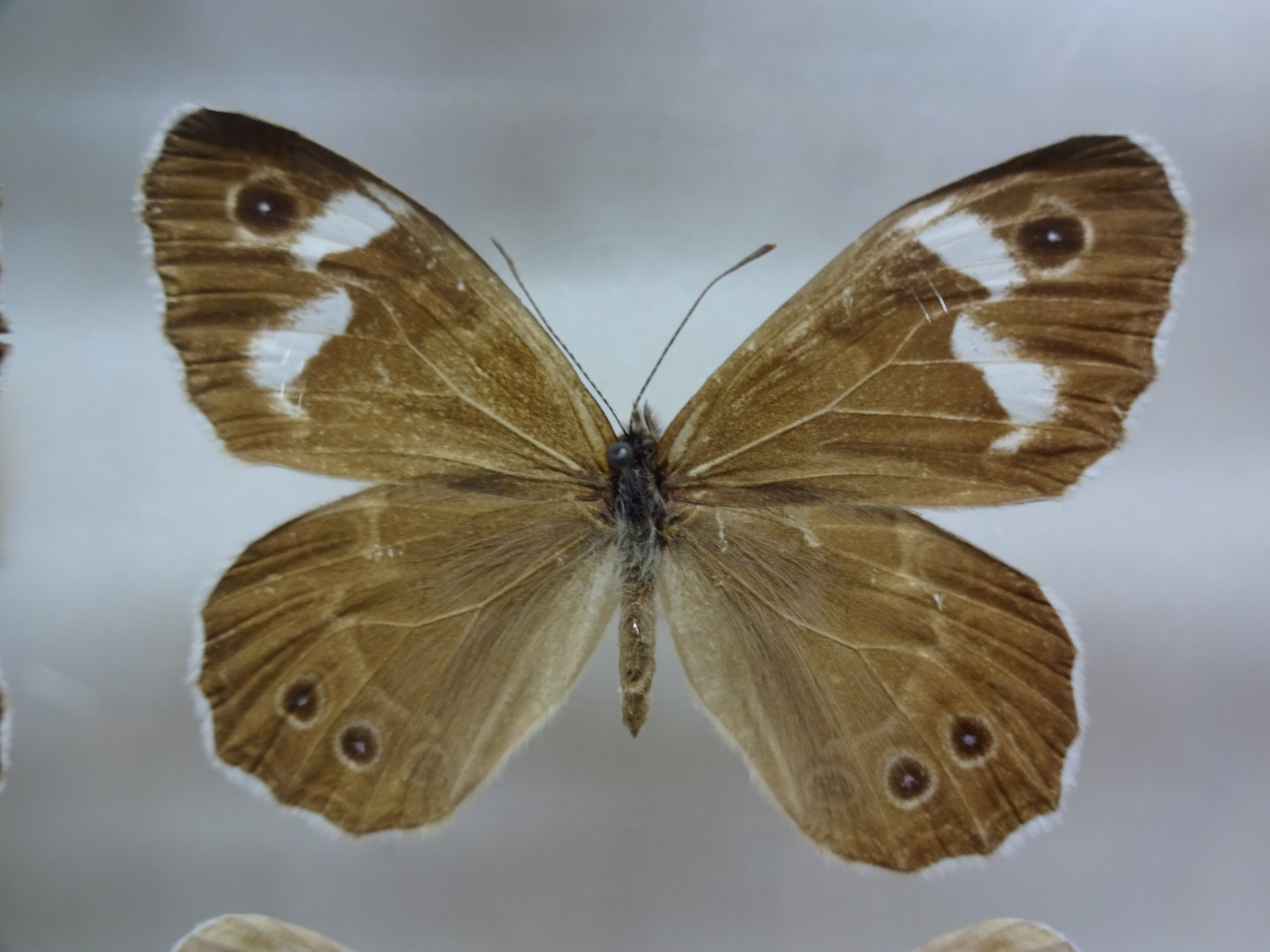
メスの表面
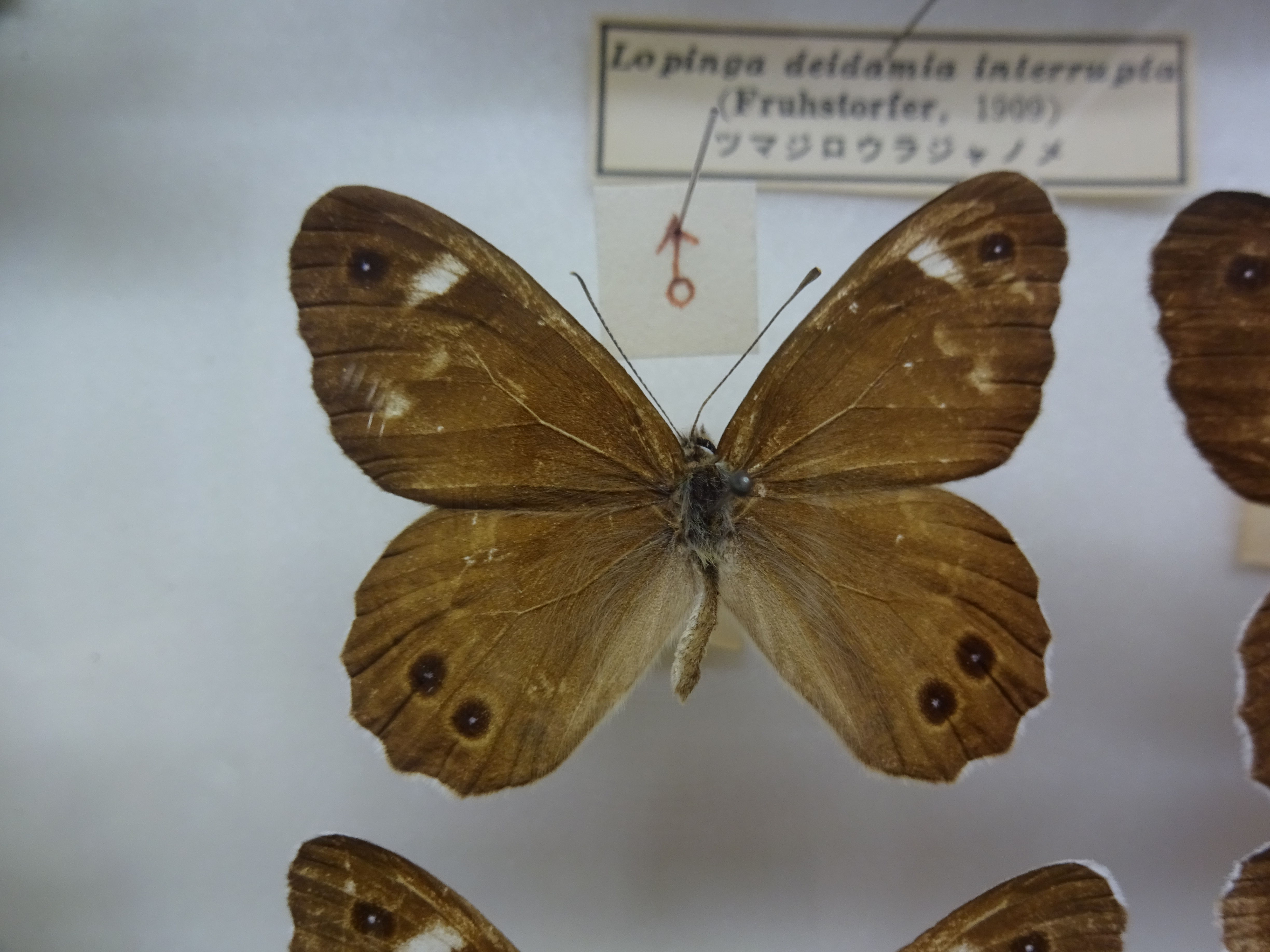
オスの表面
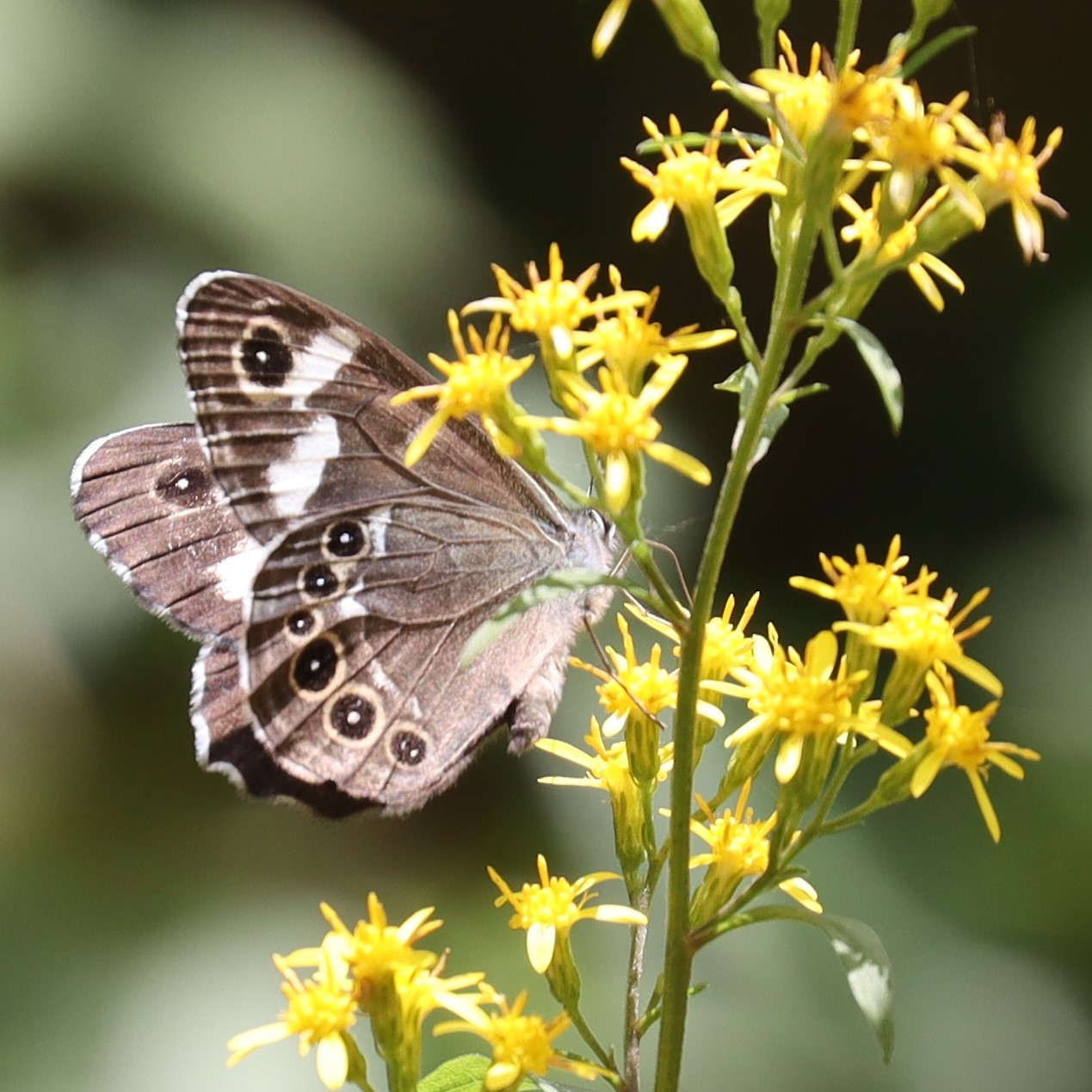
メスの裏面

幼虫の全長は約29 mm。尻の先端は二股に分かれている。

## 生態

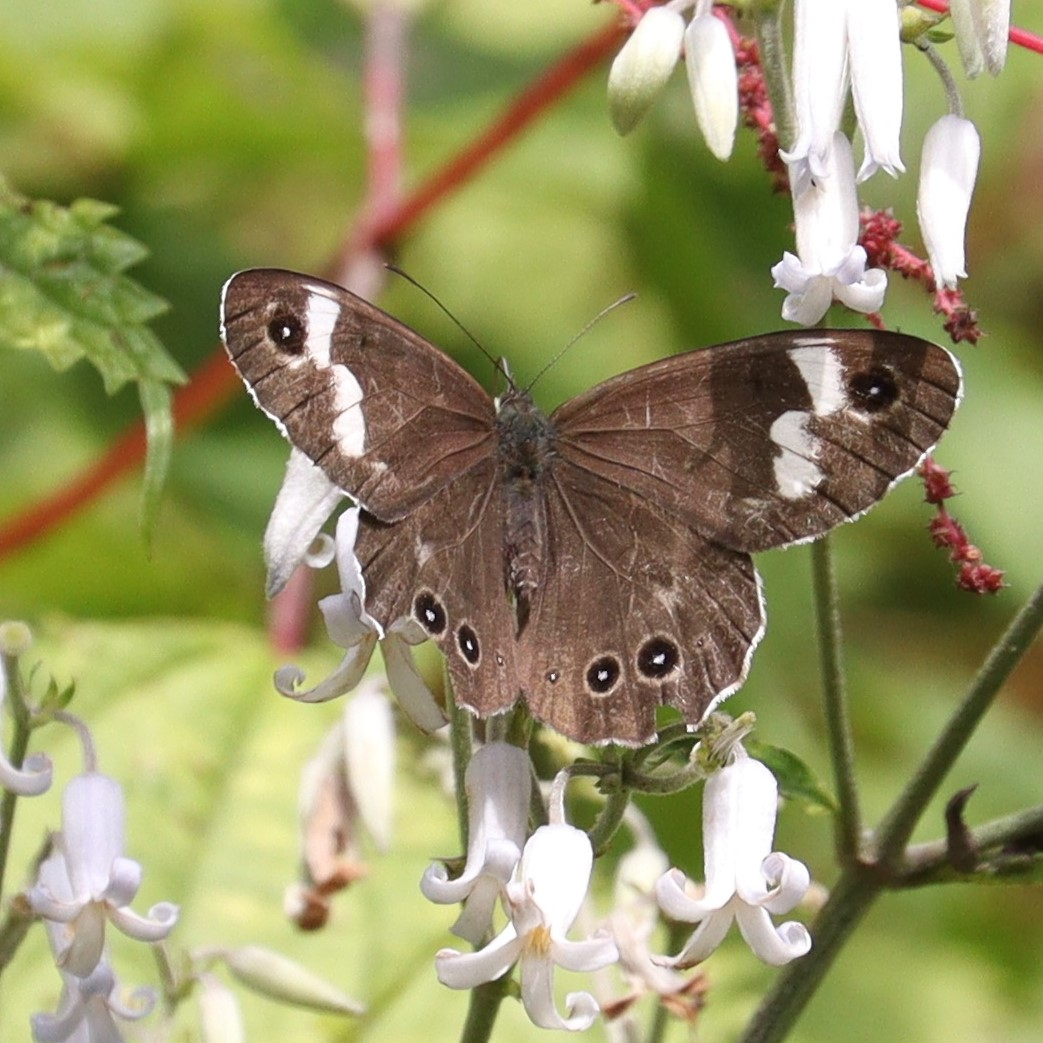
クサボタンの花を吸蜜中のツマジロウラジャノメ

成虫は日中崖付近をあまり翅をはばたかせずに緩やかに滑空するように飛翔し、ヒヨドリバナ、ヨツバヒヨドリ、ニガナ、クガイソウ、ハンゴンソウ、センジュガンピ、ウツギ、ヒメジョオンなどの花を吸蜜する。単独で行動し、岩場に留まり翅を広げて暖をとったり、勢いよく飛んで、花で一瞬吸蜜し、飛び去ったり、バラエティな行動をする。雄と雌ともに湿った岩肌や地上の湿地で給水する。交尾飛翔形態は、雄が雌をぶら下げて飛ぶ。
幼虫は、イネ科のヒメノガリヤス、タカネノガリヤス、イワノガリヤス、ヤマカモミジグサ、カモジグサ、ヌカボなどを食草とする。

## 生活史
寒冷地で年1-2回、暖地では年3-4回発生する。成虫は5月から11月にかけて見られる。
主に4齢幼虫で越冬する。

## 分布と生育環境

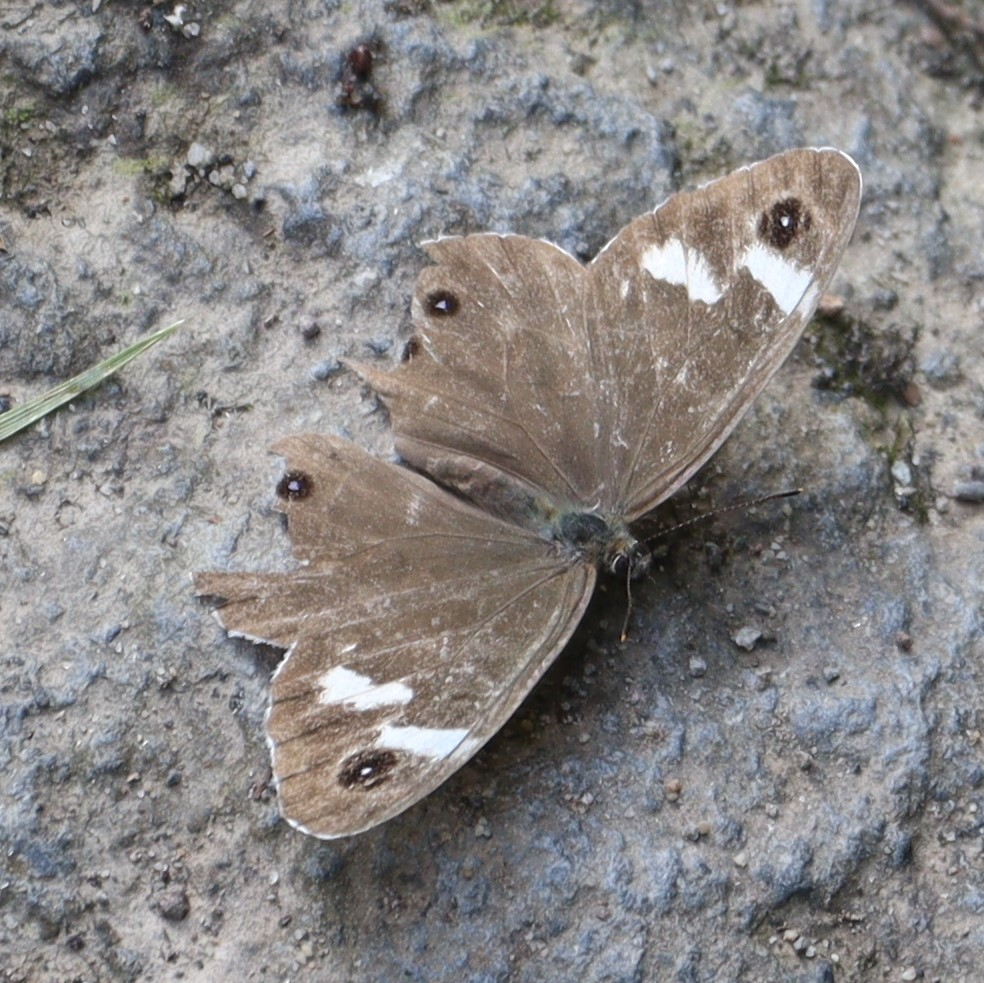
山地の露岩地に生育するツマジロウラジャノメ

ロシア（ウラル地方、南シベリア）、モンゴル、中国、朝鮮半島、日本の東アジアに分布する。日本では、北海道（日高山脈付近）、本州、四国に分布する。
低山地から山地にかけての林道沿いや渓谷の露岩地に生育する。山岳や河川上流部の植生がほとんどない崖、工事によってできた崖で見られる。

## 亜種
日本産のものは以下の3亜種に分類される。本州産と四国産のものが亜種L. deidamia interruptaとされることがある。
- L. deidamia deidamia エゾツマジロウラジャノメ - 北海道亜種
- L. deidamia interrupta 本州亜種
- L. deidamia kampuzana 四国亜種

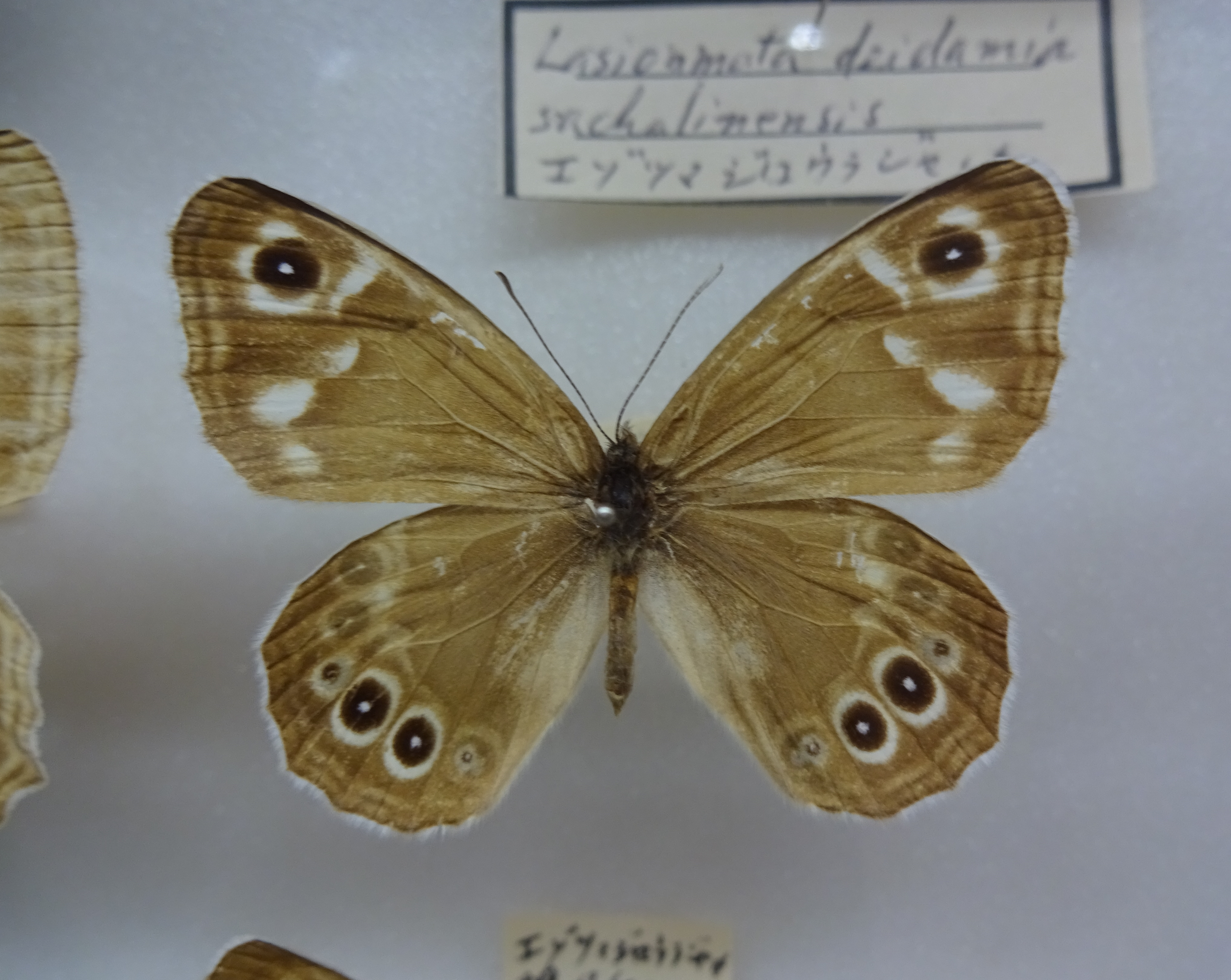
L. deidamia deidamia エゾツマジロウラジャノメ 北海道亜種
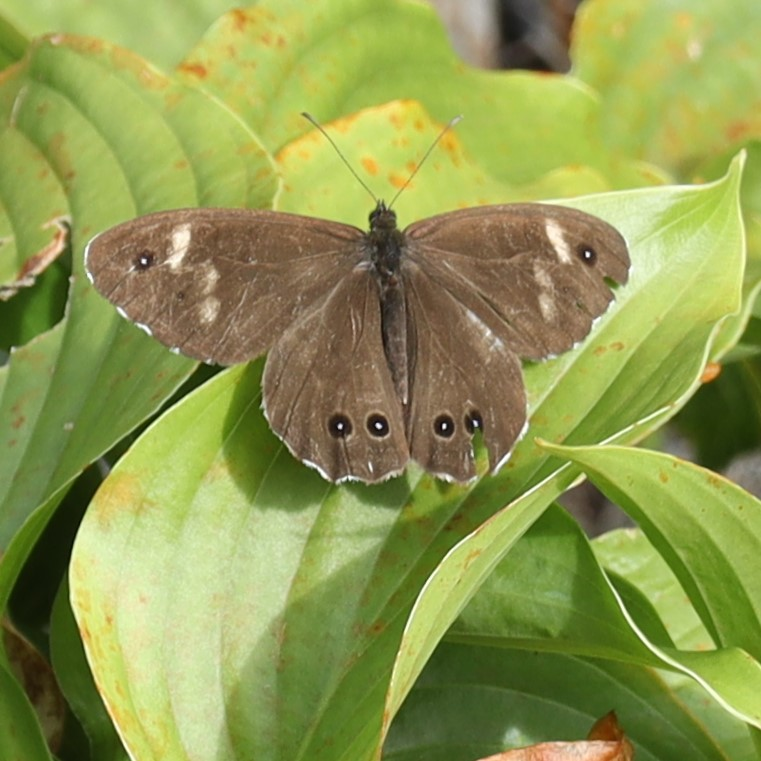
L. deidamia interrupta 本州亜種

## 種の保全状況評価
珍しさは、ごく普通（レベル1）- 非常に少ない（レベル5）の5段階でレベル3。崩落防止などの工事で崖の環境が失われることにより、各地で個体数が減少している。林道沿いの崩落地に金網をかけコンクリートを吹き付けた地域では激減している。日本ではツマジロウラジャノメ四国亜種が、環境省によるレッドリストで絶滅危惧II類（VU）の指定を受けている。
絶滅危惧II類 (VU)（環境省レッドリスト）
また以下の都道府県でレッドリストの指定を受けている。
- Aランク（最重要希少野生生物） - 青森県[11]
- 県域絶滅危惧Ⅱ類 - 福井県[13]
- 絶滅危惧Ⅱ類 - 三重県[14]
- 準絶滅危惧 - 福島県[15]、栃木県[16]、群馬県[17]、埼玉県[18]、静岡県[9]、愛媛県[7]
- 希少種 - 奈良県[19]
- 留意（N） - 北海道[20]
- 要注意種 - 神奈川県[21]
- 要注意種 - 滋賀県
- 情報不足 - 愛知県[22]